# Papusenjärvi
Papusenjärvi är en sjö i Haparanda kommun i Norrbotten och ingår i Keräsjokis huvudavrinningsområde. Sjön har en area på 0,0831 kvadratkilometer och ligger 84,1 meter över havet.

## Delavrinningsområde
Papusenjärvi ingår i det delavrinningsområde (734887-185850) som SMHI kallar för Mynnar i Keräsjoki. Medelhöjden är 59 meter över havet och ytan är 56,8 kvadratkilometer. Det finns ett avrinningsområde uppströms, och räknas det in blir den ackumulerade arean 84,02 kvadratkilometer. Vuomajoki som avvattnar avrinningsområdet har biflödesordning 2, vilket innebär att vattnet flödar genom totalt 2 vattendrag innan det når havet efter 29 kilometer. Avrinningsområdet består mestadels av skog (64 procent) och sankmarker (30 procent). Avrinningsområdet har 0,08 kvadratkilometer vattenytor vilket ger det en sjöprocent på 0,1 procent.